# Майкен Гонсалес
Майкен Едуардо Гонсалес Алдазоро (ісп. Maiken Eduardo González Aldazoro; нар. 11 травня 2006, Акарігуа, Португеса, Венесуела) — венесуельський футболіст, лівий вінґер «Депортіво Ле Гвайра», який виступає в оренді за криворізький «Кривбас».

## Клубна кар'єра
Народився в місті Акарігуа штату Португеса. Вихованець «Депортіво Ле Гвайра», у футболці якого на дорослому рівні дебютував 7 травня 2023 року в переможному (5:3) домашньому поєдинку 13-го туру Прімера Дивізіону проти «Райо Зуліано». Майкен вийшов на поле на 85-й хвилині замість Рафаеля Арасе. У сезоні 2023 року цей матч став єдиним для Гонсалеза в футболці першої команди клубу. Нааступного сезону виходив на поле в 4-х поєдинках Прімера Дивізіону. 
27 березня 2025 року перейшов в оренду до завершення 2025 року з правом викупу в «Кривбас», де одразу ж був переведений до команди U-19.

## Кар'єра в збірній
Виступав за юнацьку збірну Венесуели (U-17), у футболці якої дебютував 1 квітня 2023 року в програному (2:4) поєдинку юнацького чемпіонату Південної Америки (U-17) проти однолітків з Аргентини. Майкен вийшов на поле на 79-й хвилині замість Давіда Мартінеза. Єдиним голом за юнацьку збірну Венесуели відзначився 20 квітня 2023 року на 85-й хвилині переможного (2:0) юнацького чемпіонату Південної Америки (U-17) проти Парагваю. Гонсалез вийшов на поле в стартовому складі, на 21-й хвилині отримав жовту картку, а на 90+2-й хвилині його замінив Оскар Інойоса. На вище вказаному турнірі зіграв 6 матчів та відзначився одним голом, окрім цього у 2023 році зіграв ще 2 товариські поєдинки за команду U-17.

## Досягнення
«Депортіво Ле Гвайра»
- Кубок Венесуели
  -  Володар (1): 2024